# Nakatane
Nakatane (jap. 中種子町 Nakatane-chō) – miasto w Japonii, w prefekturze Kagoshima, na wyspie Tanegashima. Według danych na rok 2020 miejscowość zamieszkiwało 7 539 mieszkańców , a gęstość zaludnienia wyniosła 55 os./km².